# 奋斗乡 (兰西县)
奋斗乡，是中华人民共和国黑龙江省绥化市兰西县下辖的一个乡镇级行政单位。

## 行政区划
奋斗乡下辖以下地区：
团结村、光明村、春岭村、前途村、富强村、前丰村、爱国村和先锋村。